# Принц на Уелс (проток)
Принц на Уелс (на английски: Prince of Wales Strait) е проток в Северния ледовит океан, в югозападната част на Канадския арктичен архипелаг, между полуостров Принц Албърт на остров Виктория на югоизток и остров Банкс на северозапад. Дължината му от североизток на югозапад е 350 km, а ширината му – от 10,5 km на североизток до 45 km на югозапад. Протокът се явява участък на един от 4-те варианта за преминаване през т.нар. Северозападен морски път, но който най-малко се използва (виж статията за Северозападния морски път). На североизток се свързва с протока Вайкаунт-Мелвил (съставна част на Северозападния морски път), а на югозапад – със залива Амундсен (също съставна част на Северозападния морски път). Границата с протока Вайкаунт-Мелвил се прекарва между носовете Пил (на югоизток) и Ръсел (на северозапад), а със залива Амундсен – от нос Бъркли (на изток) до залива Де Сали (на запад). Максималната му дълбочина е 138 m. Бреговете му са предимно ниски, равнинни, частично заблатени и слабо разчленени. Водата в протока замръзва в края на септември. Южната му част се размразява в края на юли или началото на август, а северната се очиства от ледове само през отделни години, поради което протокът е слабо използван за преминаване на морски кораби и ако се ползва, то задължително трябва да са съпроводени от ледоразбивач.
Протокът е открит, първично изследван и детайлно картиран през есента на 1850 г. от английската полярна експедиция, ръководена от Робърт Макклур, който го наименува в чест на тогавашния престолонаследник (Принц на Уелс) и бъдещ крал на Великобритания Едуард VII.